# جشمة الله وردي (سياوشان)
جشمة الله وردي (بالفارسية: چشمه الله‌وردی) هي قرية و مستوطنة تقع في إيران في مركزي. يقدر عدد سكانها بـ 64 نسمة .